# Perempção
A perempção (português brasileiro) ou perenção (português europeu) da ação é a perda do direito ativo de demandar o réu sobre o mesmo objeto da ação. 

No âmbito processualista civil, a perempção se dá quando o autor abandona a mesma ação por três vezes, não podendo, portanto, ajuizá-la uma quarta vez, de acordo com o art. 486, §3º, do novo CPC. A perempção, assinale-se, é uma das causas de extinção do processo sem julgamento do mérito (art. 485, V). Contudo, a perempção da ação não impede que o titular de um direito o defenda de maneira passiva, como excipiente ou réu, e nisto se assemelha à prescrição. 
No direito criminal, a ação penal é considerada perempta quando a parte querelante deixar de promover o andamento do processo durante trinta dias seguidos, não cabendo recurso extraordinário. Nos termos do artigo 60 do Código de Processo Penal Brasileiro:
Art. 60. Nos casos em que somente se procede mediante queixa, considerar-se-á perempta a ação penal:

I - quando, iniciada esta, o querelante deixar de promover o andamento do processo durante 30 dias seguidos;

II - quando, falecendo o querelante, ou sobrevindo sua incapacidade, não comparecer em juízo, para prosseguir no processo, dentro do prazo de 60 (sessenta) dias,
qualquer das pessoas a quem couber fazê-lo, ressalvado o disposto no art. 36;

III - quando o querelante deixar de comparecer, sem motivo justificado, a qualquer ato do processo a que deva estar presente, ou deixar de formular o pedido de
condenação nas alegações finais;

IV - quando, sendo o querelante pessoa jurídica, esta se extinguir sem deixar sucessor. 
A perempção é um instituto exclusivo da ação privativa. Não existe perempção na ação penal privada subsidiária da publica.
A perempção é decretada pelo Juiz.
1 - AÇÃO PENAL DE INICIATIVA PÚBLICA (NÃO Cabe perempção)
2 - AÇÃO PENAL DE INICIATIVA PRIVADA (Divide-se em:)
2.1 - Ação Penal de Iniciativa Privada Propriamente dita ou exclusiva. (Cabe perempção)
2.2 - Ação Penal de Iniciativa Privada Personalíssima. (Cabe perempção)
2.3 - Ação Penal de Iniciativa Privada Alternativa ou secundária. (Cabe perempção)
2.4 - Ação Penal de Iniciativa Privada Subsidiária da Pública. (NÃO Cabe perempção)
Assim, a perempção é caracterizada pela inércia do querelante após deflagrada a ação, não se confundindo, portanto, com a decadência.  